# Phalera albocalceolata
Phalera albocalceolata är en fjärilsart som beskrevs av Felix Bryk 1950. Phalera albocalceolata ingår i släktet Phalera och familjen tandspinnare. Inga underarter finns listade i Catalogue of Life.